# سامپسون لوید
سامپسون لوید، (به انگلیسی: Sampson Lloyd) (زاده ۱۶۹۹ - درگذشته ۱۷۷۹) کارآفرین، بانکدار و بازرگان بریتانیایی بود، که در سال ۱۷۶۵ لویدز بانک را در شهر بیرمنگام تأسیس نمود. این بانک بعدها به یکی از بزرگترین بانک‌های بریتانیا و جهان تبدیل شد.